# كزافييه أفيري
كزافييه أفيري (بالإنجليزية: Xavier Avery)‏ هو لاعب كرة قاعدة أمريكي، ولد في 1990 في أتلانتا في الولايات المتحدة.

## وصلات خارجية
- كزافييه أفيري على موقع دوري كرة القاعدة الرئيسي (الإنجليزية)
- كزافييه أفيري على موقعبيزبول رفرنس.كوم (الدوري الرئيسي) (الإنجليزية)
- كزافييه أفيري على موقعبيزبول رفرنس.كوم (الدوري الثانوي) (الإنجليزية)
- كزافييه أفيري على موقع إي إس بي إن.كوم (أم.أل.بي) (الإنجليزية)
- كزافييه أفيري على موقع مشجعي الرسوم البيانية (الإنجليزية)